# Germer (Gattung)
Die Germer (Veratrum) sind eine Pflanzengattung innerhalb der Familie der Germergewächse (Melanthiaceae). Die 25 bis 40 Arten sind in den gemäßigten Gebieten der Nordhalbkugel weitverbreitet.

## Beschreibung

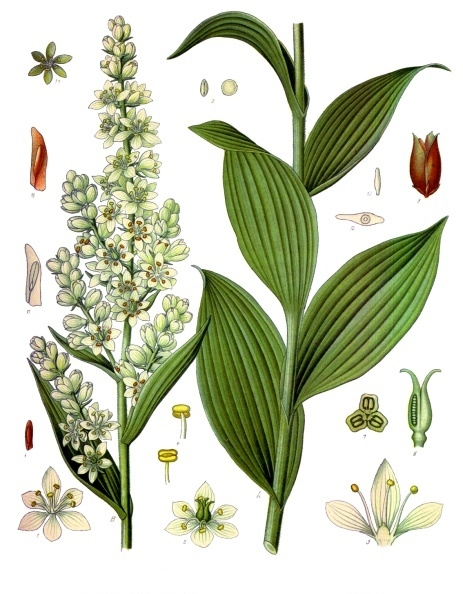
Illustration von Veratrum lobelianum aus Köhler’s Medizinalpflanzen

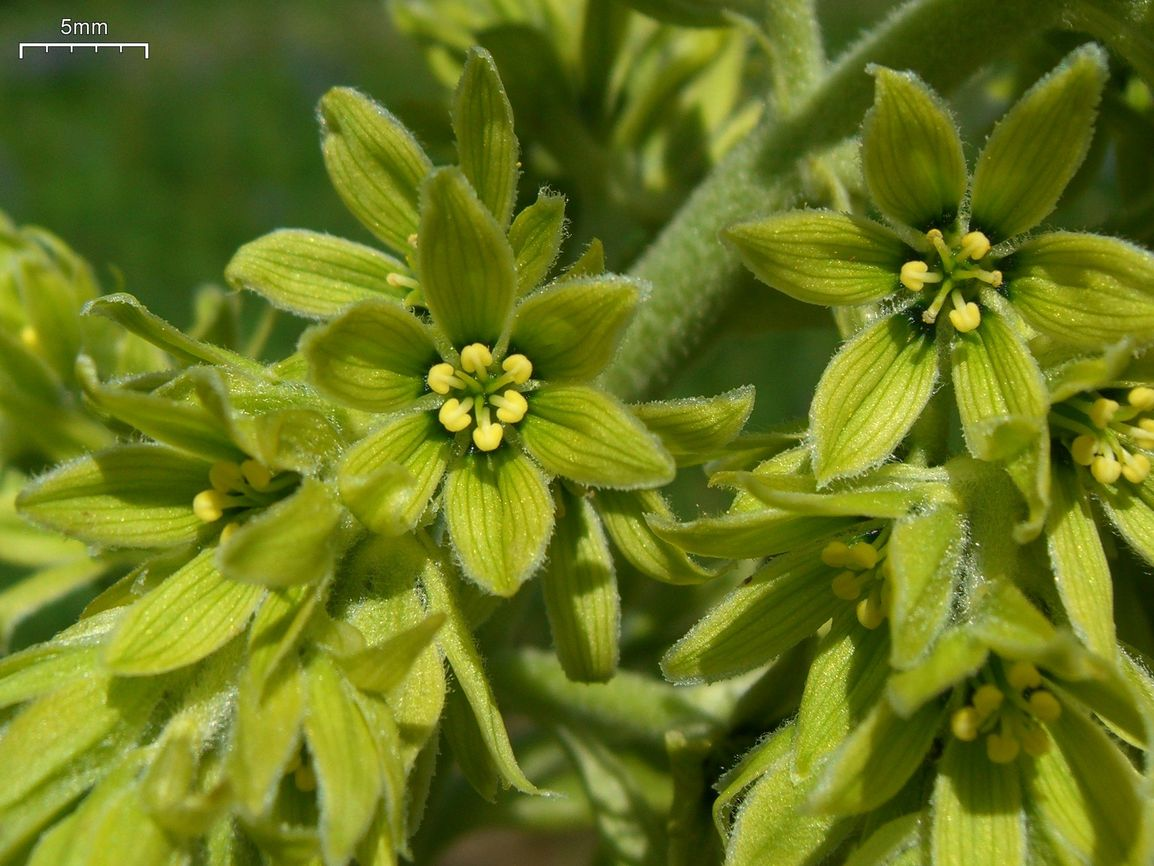
Blüten im Detail von Veratrum viride

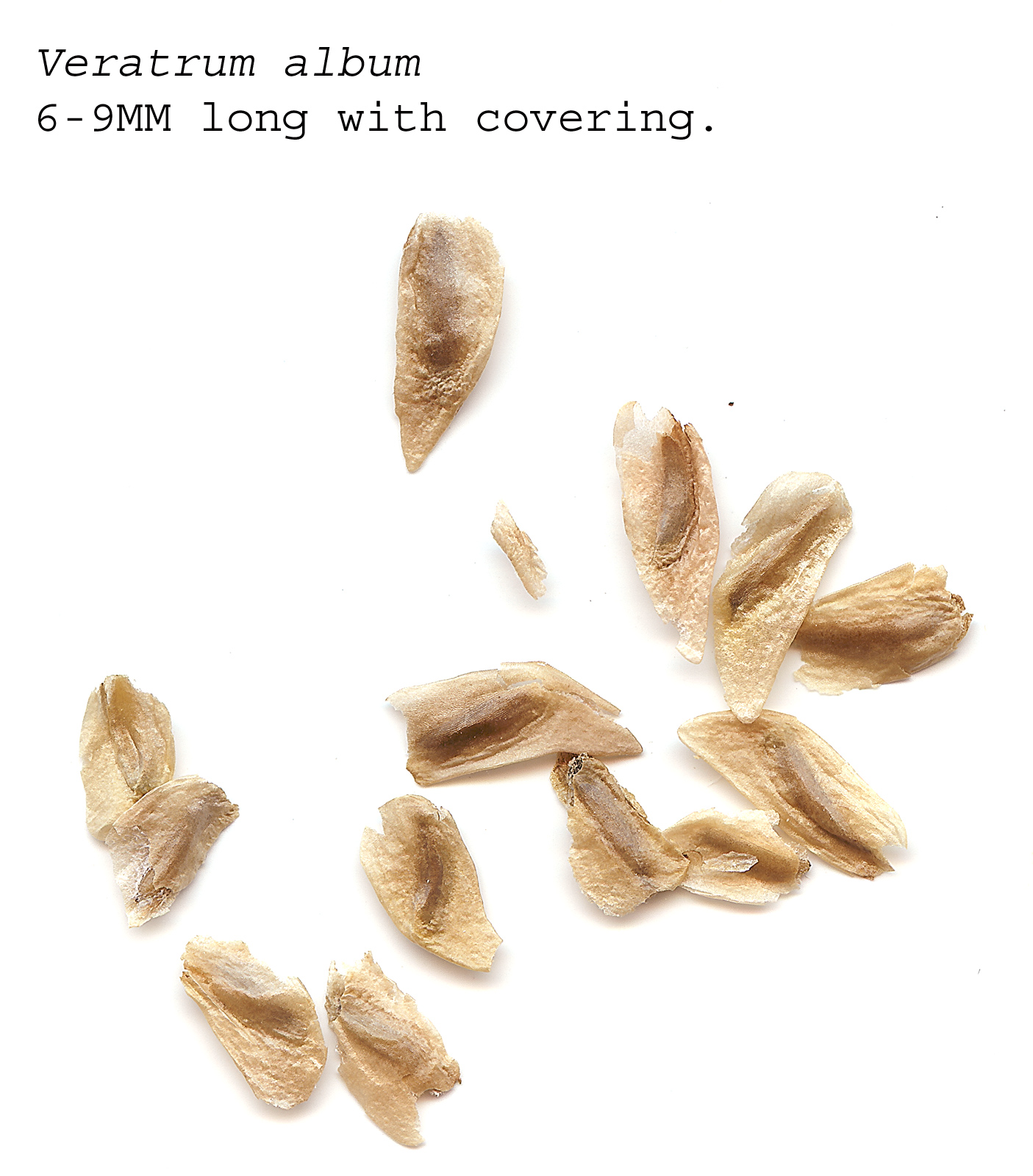
Geflügelte Samen des Weißen Germers (Veratrum album)

### Vegetative Merkmale
Germer-Arten sind ausdauernde krautige Pflanzen. Sie bilden als Überdauerungsorgane senkrechte Rhizome, die an der Oberseite mit Resten der Blattscheiden bedeckt sind. Die kräftigen Stängel sind einfach und beblättert. Die zahlreichen wechselständig und schraubig am Stängel angeordneten Laubblätter sind in Blattscheide und Blattspreite gegliedert. Die einfachen Blattspreiten sind schmal bis breit-kreisförmig oder breit-elliptisch. Sie sind längs gefaltet, mehradrig.

### Generative Merkmale
In rispigen Blütenständen stehen viele Blüten zusammen. Die dreizähligen Blüten sind meist zwittrig, die oberen eines Blütenstandes manchmal rein männlich. Die sechs haltbaren Blütenhüllblätter sind ausgebreitet, nicht verwachsen und von weißer, grünlicher, rötlich-brauner oder schwarzer Farbe. Es gibt sechs Staubblätter. Die drei freien Griffel sind kurz und haltbar.
Die septiziden, dreifächrigen Kapselfrüchte enthalten in jedem Fruchtfach einige Samen. Die Samen sind abgeflacht und schmal geflügelt.
Die Chromosomengrundzahl ist x = 9.

## Inhaltsstoffe
Die wichtigsten Inhaltsstoffe sind verschiedenste Cerveratrum- und Jerveratrum-Alkaloide.

## Systematik und Verbreitung

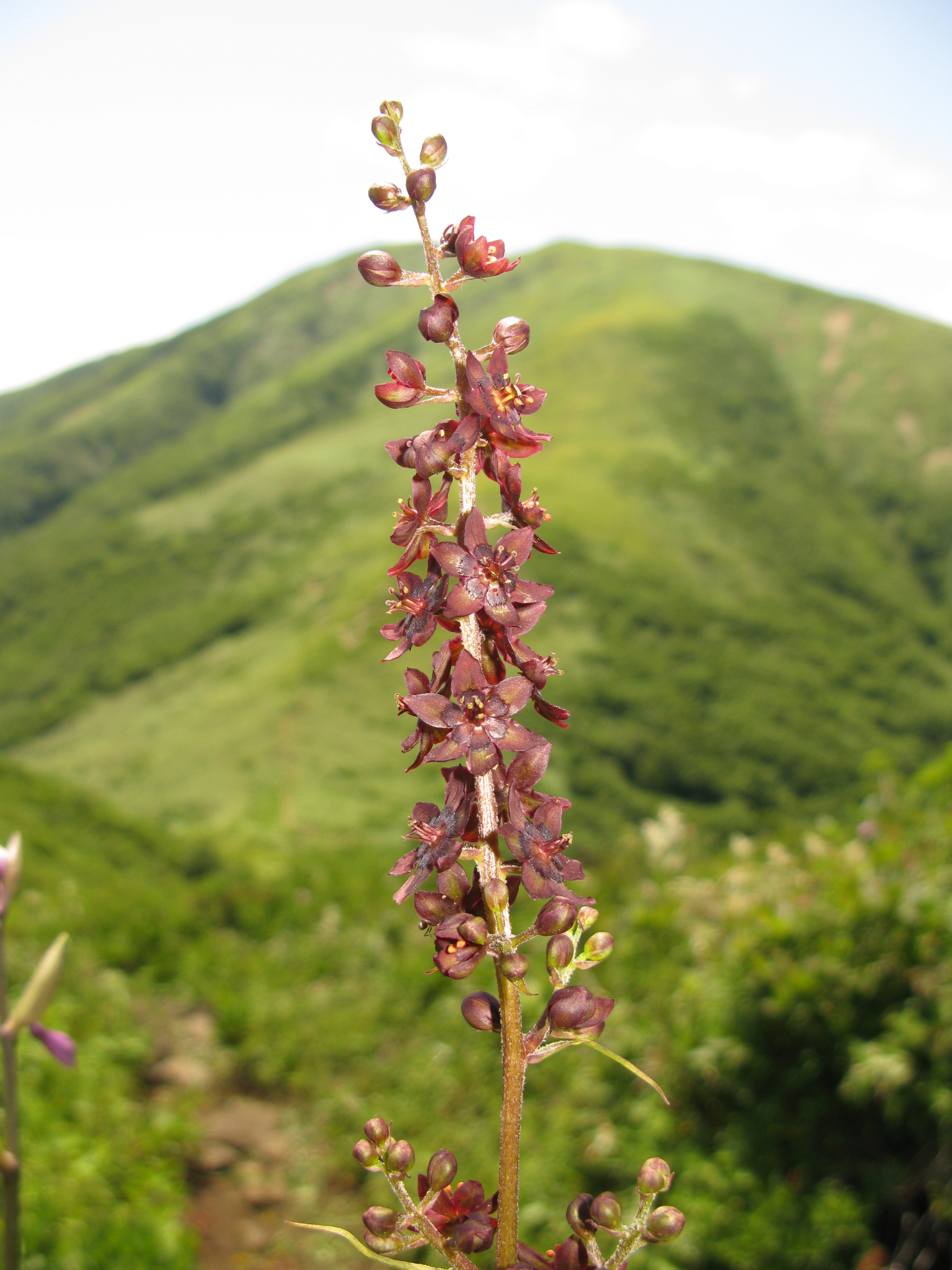
Blütenstand von Veratrum maackii var. japonicum

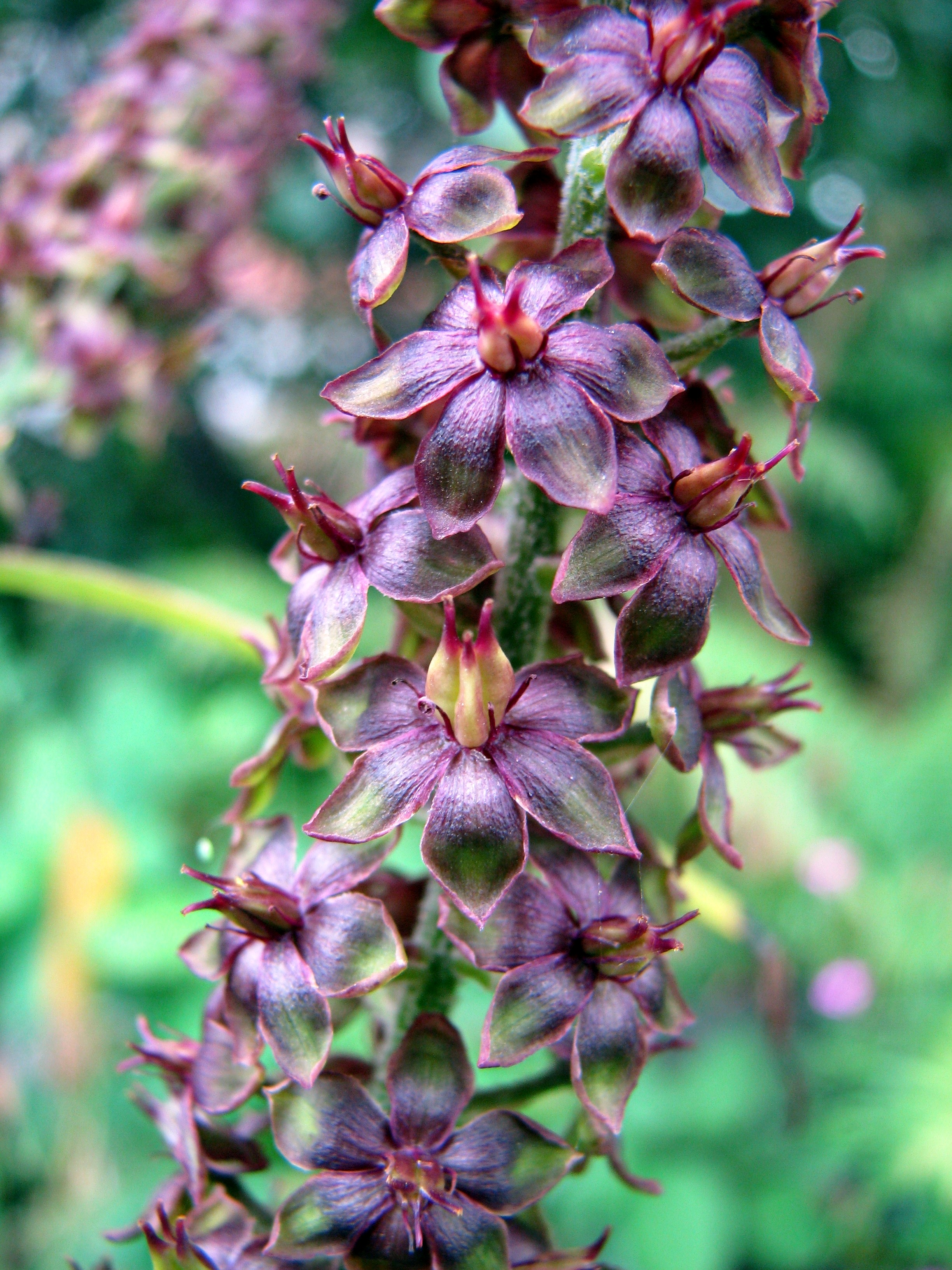
Schwarzer Germer (Veratrum nigrum)

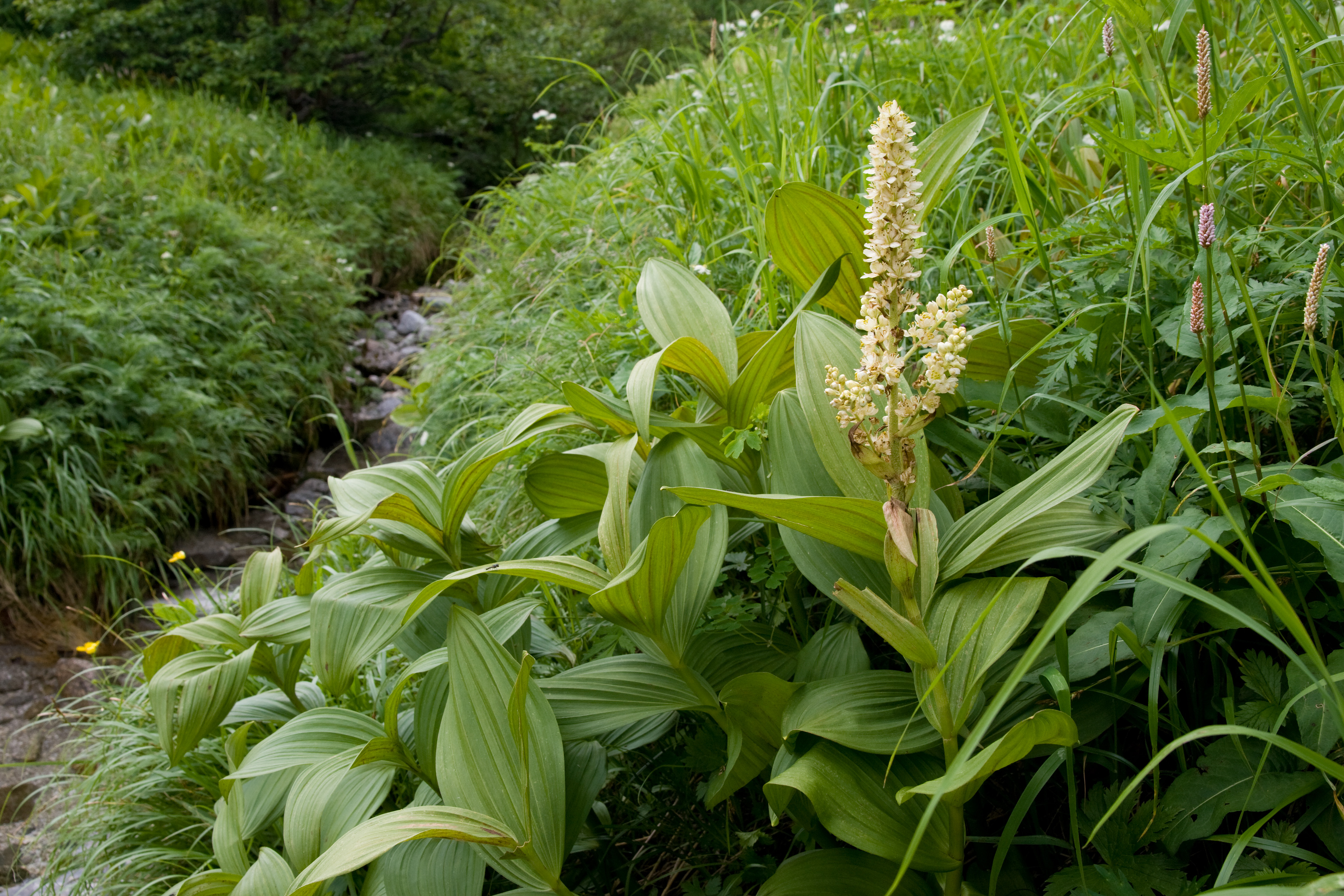
Habitus, Laubblätter und Blütenstand von Veratrum oxysepalum

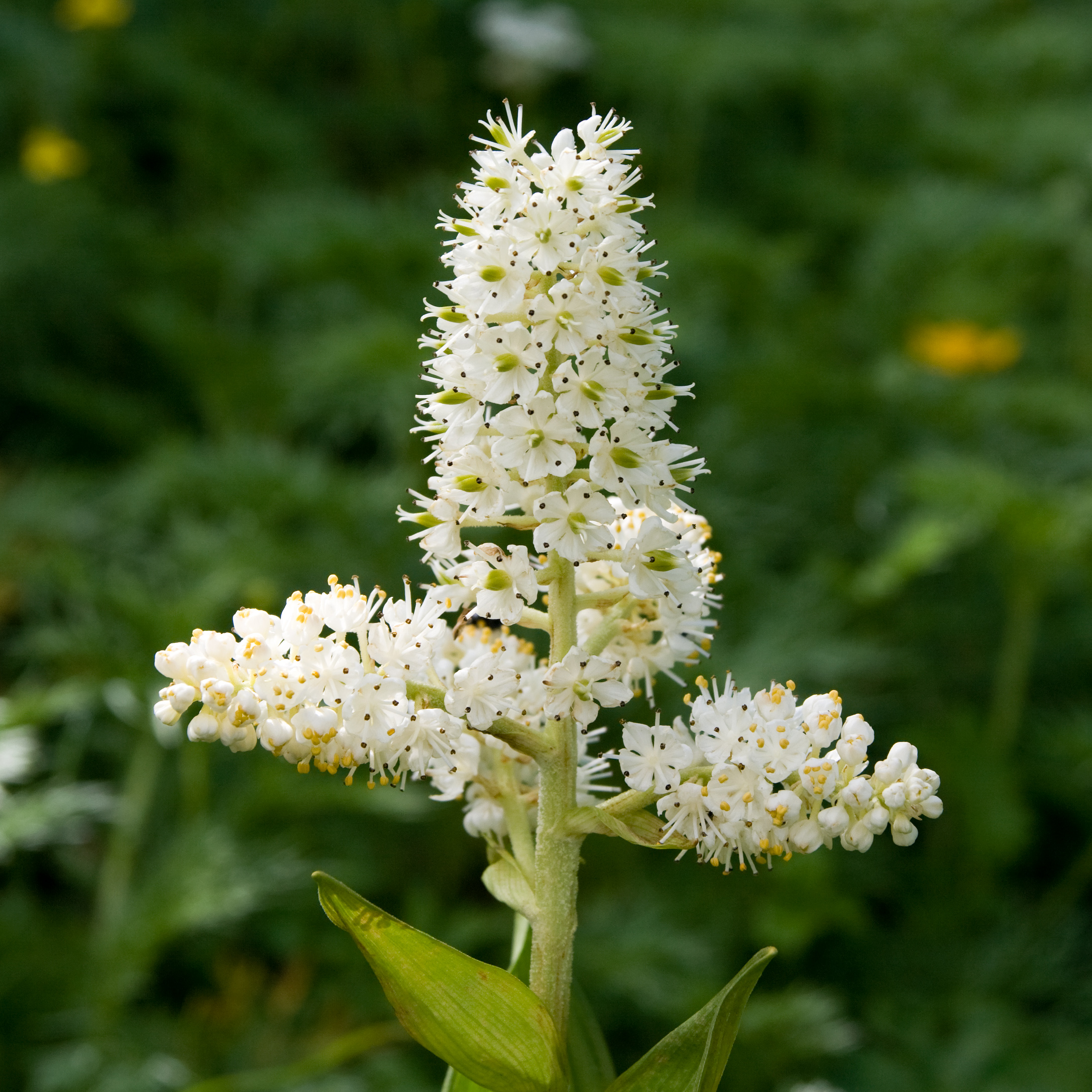
Veratrum stamineum

Die Gattung Veratrum wurde durch Carl von Linné aufgestellt. Der Gattungsname Veratrum leitet sich von den lateinischen Wörtern vere für echt und ater für schwarz ab, dies bezieht sich auf die schwarzen Rhizome mancher Arten. Synonyme für Veratrum L. nom. cons. sind: Acelidanthus Trautv. & C.A.Mey., Anepsa Raf., Evonyxis Raf., Helleborus Gueldenst. nom. illeg., Leimanthium Willd., Melanthium J.Clayton ex L.
Die Gattung Veratrum ist in den Gemäßigten Gebieten auf der Nordhalbkugel verbreitet. In China gibt es etwa 13 Arten, acht davon nur dort. In Nordamerika kommen fünf Arten vor.
Die Gattung der Germer (Veratrum) enthält 25 bis 40 Arten. Die Zahl hängt vor allem davon ab, ob die einzelnen Untersippen der drei weitverbreiteten Sippen Veratrum album, Veratrum nigrum und (die auch „unechte Nieswurz“ genannte Pflanze) Veratrum viride als Arten oder Unterarten eingestuft werden. 
Es gibt folgende Arten (Stand 2018):
- Veratrum albiflorum Tolm.: Sie kommt in Russlands Fernem Osten vor.[3]
- Weißer Germer (Veratrum album L.)[5]
- Veratrum anticleoides (Trautv. & C.A.Mey.) Takeda & Miyake: Sie kommt in Russlands Fernem Osten vor.[3]
- Veratrum californicum Durand: Sie ist in zwei Varietäten von den westlichen USA bis New Mexico und Mexiko verbreitet.[1][3]
- Veratrum dahuricum (Turcz.) O.Loes.: Sie kommt von Sibirien bis Korea und China (Heilongjiang, Jilin, Liaoning, vielleicht auch Nei Mongol) in Höhenlagen von 0 bis 500 Metern vor.[2][3]
- Veratrum dolichopetalum O.Loes.: Sie kommt in Russlands Fernem Osten, in China und Korea vor.[3]
- Veratrum fimbriatum A.Gray: Sie kommt im nordwestlichen Kalifornien vor.[1]
- Veratrum formosanum O.Loes.: Sie kommt nur in Taiwan vor.[2]
- Veratrum grandiflorum (Maxim. ex Miq.) O.Loes.: Sie kommt nur im südlichen China (Hubei, Hunan, Jiangxi, Sichuan, Yunnan, Zhejiang) in Höhenlagen zwischen 2600 und 4000 Metern vor.[2]
- Veratrum hybridum (Walter) J.H.Zimmerman ex Zomlefer: Sie ist in den östlichen USA verbreitet.[3] Die Neukombination erfolgte 2012.[3]
- Veratrum insolitum Jeps.: Sie kommt nur in Washington, Oregon und im nördlichen Kalifornien vor.[1]
- Veratrum lobelianum Bernh.(wird auch von manchen Autoren als Unterart Veratrum album subsp. lobelianum (Bernh.) Schübl. & G.Martens zu Veratrum album gestellt): Sie kommt vom östlichen Mitteleuropa bis zum Kaukasus und Russlands Fernem Osten vor.[2][3]
- Veratrum longebracteatum Takeda: Sie kommt nur in Japan (Honshu) vor.[3]
- Veratrum maackii Regel[2]: Es gibt drei Varietäten. Sie kommt von Nordchina (Heilongjiang, Jilin, Liaoning, Nei Mongol, Shandong, vielleicht auch Hebei) in Höhenlagen zwischen 400 und 1700 Metern, in Korea und Japan bis zum äußersten russischen Ostasien vor.[3]
- Veratrum maximum (Nakai) M.N.Tamura & N.S.Lee: Diese erst 2014 in den Artrang erhobene Art kommt im nördlichen und zentralen Japan vor.[3]
- Veratrum mengtzeanum O.Loes.: Sie kommt in zwei Unterarten[3] vom nordwestlichen Thailand bis China (Guizhou, Yunnan) in Höhenlagen zwischen 1200 und 3300 Metern vor.[2]
- Veratrum micranthum F.F.Wang & Tang: Sie kommt nur in China (Sichuan, Yunnan) vor.[2]
- Schwarzer Germer (Veratrum nigrum L.): Das Verbreitungsgebiet reicht von Mitteleuropa bis China und Korea.[2]
- Veratrum oblongum O.Loes.: Sie kommt nur in China (Sichuan, Hubei, Jiangxi) in Höhenlagen von 1000 bis 2100 Metern vor.[2]
- Veratrum oxysepalum Turcz. (Syn.: Veratrum alpestre Nakai): Sie kommt von Sibirien und China (Heilongjiang, Jilin, Liaoning) bis Japan, Korea und Alaska vor.[2][3]
- Veratrum parviflorum Michx.: Sie kommt von West Virginia bis ins nördliche Georgia vor.[3]
- Veratrum schindleri O.Loes.: Sie kommt nur im südöstlichen China (Anhui, Fujian, Guangdong, Guangxi, Henan, Hubei, Hunan, Jiangsu, Jiangxi, Zhejiang) in Höhenlagen zwischen 700 und 1400 Metern vor.[2]
- Veratrum shanense W.W.Sm. (Syn.: Veratrum stenophyllum Diels, Veratrum yunnanense O.Loes.): Sie ist vom südlichen-zentralen China bis ins nördliche Myanmar verbreitet.[3][6]
- Veratrum stamineum Maxim.: Sie kommt nur in Japan vor.[3]
- Veratrum taliense O.Loes.: Sie kommt nur in China (Sichuan, Yunnan) in Höhenlagen um 2400 Metern vor.[2]
- Veratrum ×tonussii Poldini: Es handelt sich um eine Naturhybride aus Veratrum lobelianum × Veratrum nigrum, die in Europa vorkommt.[3]
- Veratrum versicolor Nakai: Sie kommt nur im nordöstlichen China und in Korea vor.[3]
- Veratrum virginicum (L.) W.T.Aiton: Sie kommt in den zentralen und östlichen USA vor.[3]
- Veratrum viride Aiton: Sie kommt von Alaska bis nach Kanada und den USA vor.[1]
- Veratrum woodii J.W.Robbins ex Alph.Wood: Sie kommt von Illinois bis Oklahoma vor.[3]

## Nutzung
Einige Arten wurden aufgrund ihres Alkaloidgehaltes medizinisch genutzt. Einige Arten sind außerordentlich giftig. Die Beobachtung der Giftwirkung von intravenös injiziertem Germerextrakt führte zur Entdeckung des Bezold-Jarisch-Reflexes. Manche Germerarten werden als Zierpflanzen kultiviert.

## Belege